# 中央人民政府驻藏代表办公处旧址
中央人民政府驻藏代表办公处旧址是位于中国西藏自治区拉萨市西郊中共西藏自治区委党校院内的一座楼房，原为中央人民政府驻藏代表张经武的办公及住宿用房。

## 简介
该建筑物于1964年起由中华人民共和国中央人民政府拨专款修建，1965年建成后作为中央人民政府驻藏代表张经武的办公及住宿用房。2006年9月29日，在张经武诞辰100周年之际，西藏自治区在中共西藏自治区委党校举行中央人民政府驻藏代表楼揭牌仪式，中共西藏自治区党委常委、西藏自治区人民政府副主席、中共西藏自治区党委宣传部部长吴英杰出席揭牌仪式并讲话，为该楼揭牌，并参观该楼。2010年前后，该建筑修缮工程开工。
2009年，“中央人民政府驻藏代表办公处”被公布为第五批西藏自治区文物保护单位。2013年，“中央人民政府驻藏代表办公处旧址”被公布为第七批全国重点文物保护单位。